# 石川岩吉
石川 岩吉（いしかわ いわきち、明治8年（1875年）2月22日 - 昭和35年（1960年）6月6日）は、日本の教育者。國學院大學名誉学長。

## 来歴
1875年（明治8年）広島県広島市出身。元広島藩士・石川完治の二男に生まれ、1886年（明治19年）に一家で東京の霞が関に移住。翌年、平河小学校（現・麹町小学校）初等一級に入るが、1887年（明治20年）、本郷区への一家転居に伴い、当地の小学校に転入し卒業。1888年（明治21年）に東京府尋常中学（現・都立日比谷高校）に入学。のち國學院大學本科に入学し、1895年（明治28年）に第3期生として國學院大學を卒業した。
卒業後は3年間の兵役を経て1898年（明治31年）に、國學院で師事した湯本武比古が社長を務める開発社に入職し、雑誌『教育時論』の記者となった。1901年（明治34年）には湯本と共著で『日本倫理史稿』（開発社）を刊行、同年9月には湯本の後任として國學院講師となり「日本倫理」を講じた。
1909年（明治42年）に國學院大學主事兼皇典講究所幹事となる。1915年（大正4年）に皇子傅育官に任じられ、つづいて高松宮付別当、1936年（昭和11年）には東宮傅育官に就任。しかし、天皇側近からの評価がよくなく、1942年に木戸幸一内大臣が東宮職の新設を会議した際には、その長である東宮大夫候補から外され、木戸は自身の義兄である穂積重遠を推し、1945年任命した。侍従の入江相政は当時の石川のことを「全く自己あつて東宮様のことは全く閑却してゐるとしか考へられない」と批判した。
1945年（昭和20年）に依願により退官して宮内省御用掛。1946年（昭和21年）國學院大學の理事長兼学長に就任、1959年（昭和34年）に病によって学長を退いた後は名誉学長。同様に、1946年11年 - 1959年9月の間、國學院大学の同窓会組織である院友会の第4代会長を務めた。
1960年（昭和35年）に85歳で死去、生前の功績により勲一等瑞宝章を追贈。百日祭に際して、國學院大學構内に胸像が建設されている。
著書に『日本倫理史要』などがある。

## 栄典
- 1940年（昭和15年）8月15日 - 紀元二千六百年祝典記念章[4]